# 兴源街道
兴源街道，是中华人民共和国辽宁省朝阳市凌源市下辖的一个乡镇级行政单位。

## 行政区划
兴源街道下辖以下地区：
轻工社区、配件社区、底盘社区、庙西村、祝家营子村和朝阳沟村。